# Rajd Wełtawy 1970
Rajd Wełtawy 1970 (11. Rally Vltava) – 11. edycja rajdu samochodowego Rajd Wełtawy rozgrywanego w Czechosłowacji. Rozgrywany był od 3 do 5 lipca 1970 roku. Była to jedenasta runda Rajdowych Mistrzostw Europy w roku 1970.

## Klasyfikacja rajdu
| Miejsce                      | Kierowca                     | Pilot                        | Samochód                     | Czas                         | Strata                       |                              |
| Klasyfikacja generalna i ERC | Klasyfikacja generalna i ERC | Klasyfikacja generalna i ERC | Klasyfikacja generalna i ERC | Klasyfikacja generalna i ERC | Klasyfikacja generalna i ERC | Klasyfikacja generalna i ERC |
| ---------------------------- | ---------------------------- | ---------------------------- | ---------------------------- | ---------------------------- | ---------------------------- | ---------------------------- |
| 1.                           | Gilbert Staepelaere          | André Aerts                  | Ford Escort Twin Cam         | 1:58:03                      | 0.0                          |                              |
| 2.                           | Harry Källström              | Gunnar Häggbom               | Lancia Fulvia 1.6 Coupé HF   | 1:58:10                      | +7                           |                              |
| 3.                           | Walter Roser                 | Roman Loibnegger             | Alpine-Renault A110 1600     | 2:03:02                      | +4:59                        |                              |
| 4.                           | Vladimír Hubáček             | Vojtěch Rieger               | Renault 8 Gordini            | 2:05:31                      | +7:28                        |                              |
| 5.                           | Zdeněk Kec                   | Bedřich Steuer               | Renault 8 Gordini            | 2:13:40                      | +15:37                       |                              |
| 6.                           | Oldřich Brunclík             | Miroslav Kafka               | Škoda 110 L Rallye           | 2:13:54                      | +15:51                       |                              |
| 7.                           | Anders Gullberg              | Bo Bergman                   | BMW 2002 Ti                  | 2:15:53                      | +17:50                       |                              |
| 8.                           | Hans Britth                  | Sven-Erik Jansson            | Opel Kadett Rallye           | 2:16:52                      | +18:49                       |                              |
| 9.                           | Karel Vitásek                | Jan Roudnický                | Škoda 110                    | 2:21:10                      | +23:07                       |                              |
| 10.                          | Werner Freinstein            | Peter Muhling                | BMW 2002                     | 2:22:38                      | +24:35                       |                              |